# 法尤姆
法尤姆位于埃及中北部，是法尤姆省的首府。法尤姆位于开罗西南方130公里，佔据了古城克罗科第洛坡里遗址的一部分。该城建于约公元前4000年，是埃及以及非洲最古老的城市。

## 法尤姆绿洲
它是埃及最富盛名的绿洲。它是一个大型半绿洲，有70公里宽、60公里长，是一个极其富饶的盆地。
它拥有“世界上最古老的湖”——加龙湖，它因尼罗河的灌注而得以开垦很多农田。加龙湖低於海平面45米，湖水的含盐量越来越高。但是野生动物却能适应这个特殊的环境；你将有机会驻足在无数鸟类栖息的景区，它是一个很受埃及人欢迎的避暑假地。在这里即使你不打算游泳，但沙漠边上亲眼目睹广阔的湖水也够令人震撼。

## 古迹
- 法尤姆遗像画